# Joan Leita i Graell
Joan Leita i Graell   (Barcelona, 1936 - Berga, 21 de juny de 2012) va ser un filòsof, teòleg i traductor català.

## Biografia
Joan Leita va fer el batxillerat a l'Escola Virtèlia i les carreres de filosofia i teologia a les ciutats de Barcelona i Innsbruck (Àustria). El 1955 va ser ordenat com a jesuïta.
El seu primer llibre El fonament irreligiós de l'església va ser guardonat amb el premi Carles Cardó d'investigació religiosa el 1969. Aquell mateix any, l'orde li va manar que publiqués les seves obres en col·leccions teològiques especialitzades i de titularitat catòlica, i no pas en unes de populars, propietat d'editorials seglars. Això, atès que la seva tesi sobre l'evangeli de sant Marc calia que fos sotmesa a l'autoritat de l'Església, mitjançant els pèrits en teologia reconeguts per la jerarquia, abans no fos divulgada i amb les modificacions pertinents. El 1971, arran del següent assaig, L'antievangeli, publicat per l'editorial Pòrtic, fou expulsat de l'orde per desacatament a la imposició d'adés. L'orde el va pretendre desnonar del pis on vivia en comunitat, manant-li-ho sols de paraula, perquè a efectes formals i legals, fos ell qui se n'hagués anat per voluntat pròpia. Leita, però, hi va continuar vivint fins que li ho van notificar per escrit.
A partir dels anys 1980 va traduir al català nombrosos clàssics de la filosofia alemanya i obres de literatura infantil i juvenil, sobretot del grec clàssic i de l'alemany. Són reconeguda, entre d'altres, les seves traduccions de Friedrich Nietzsche.

## Obra publicada
- El fonament irreligiós de l'església (Nova Terra. Col·lecció «L'home Nou», 27. 1969)
- L'antievangeli (Pòrtic. Col·lecció «Llibre de butxaca», 33. 1971)
- El sentit evangèlic del divorci (Pòrtic. Col·lecció «Llibre de butxaca», 64. 1973)
- El sexe fantàstic (Selecta. Col·lecció «Biblioteca selecta», 469. 1973)
- Anàlisi destructiva de la religió (Edicions 62. Col·lecció «Llibres a l'abast», 128. 1976)
- Estudi de l'evangeli herètic I (Autoedició. 1982)
- El budisme (Barcanova. «Biblioteca cultural». 1991)
- Autòpsia del nou catecisme catòlic (Martínez Roca, 1993)

Traduccions
Va fer traduccions de psicologia i filosofia, en general per a Laia o Edicions 62, editorials successives de la col·lecció «Textos filosòfics»:
- La interpretació dels somnis (Empúries. Col·lecció «Biblioteca Universal». Dos volums), de Sigmund Freud
- La genealogia de la moral i La gaia ciència, ambdues de Friedrich Nietzsche
- El banquet, Fedre i Parmènides, totes tres de Plató
- Retòrica, Poètica i Psicologia, d'Aristòtil
- Manual d'ètica i Enquiridió, ambdues d'Epictet
- Reflexions, de Marc Aureli
- Fonamentació de la metafísica dels costums, d'Immanuel Kant
- Fenomenologia de l'esperit (dos volums), de Friedrich Hegel
- Teoria pura del dret (Edicions 62 - Diputació de Barcelona. «Clàssics del pensament modern», 41. Dos volums) de Hans Kelsen
- Trets fonamentals de l'època contemporània, de Johann Gottlieb Fichte
- Sobre la quàdruple arrel del principi de raó suficient, d'Arthur Schopenhauer
- Sociologia: investigacions sobre les formes de la socialització, de Georg Simmel